# جلم الماء قصير الذيل
جلم الماء قصير الذيل (الاسم العلمي: Puffinus tenuirostris) هو نوع من فصيلة طيور بترل.